# 周志飞
周志飞（1915年—1988年7月30日），男，江西永新人，中国人民解放军开国少将，曾任广东省政协副主席。

## 生平
红军时期，任中央教导师第三团政治指导员，第二团营中心政治指导员，红一军团第二师五团连政治指导员。
抗日战争时期，任八路军一一五师三四三旅六八五团连长，抗大二分校队长兼教员，晋察冀军区教导团参谋长，第三十四团副团长。
解放战争时期，任晋察冀军区第五旅参谋长，冀热察军区热西军分区司令员，冀察热辽军区独立第六师副师长。
1949年后，任师政治委员，军参谋长，粤东军区司令员，广东省军区副司令员。1964年晋升少将军衔。